# Martín Jeremías Palumbo
Martín Jeremías Palumbo es un exjugador de rugby argentino nacido en Mar del Plata, Argentina con ascendencia española. Su demarcación habitual en el campo era de medio apertura, posición en la que destacó por su buena puntería de cara a palos.
Comenzó a jugar al rugby a la temprana edad de seis años, en un club de Mar del Plata al cual pertenecía también su abuelo. Unos años después, por motivos de amistad con sus compañeros de colegio, Palumbo se cambió de club y comenzó a jugar en el I.P.R Sporting Club, actual campeón de la región. Desarrolló toda su carrera ahí hasta que en diciembre de 2005 recibió una oferta del Kilmar Ordizia R.E. vasco que, por entonces, buscaba un jugador de sus características a media temporada para tratar de eludir los puestos de descenso.
Al año siguiente, Jeremías ficha por el Getxo R.T, club en el que militó hasta el año 2009. Ese mismo verano, tras el descenso consumado del Getxo Artea, Palumbo recibió ofertas de equipos punteros de España y acabó recalando en las filas del Cajasol Ciencias, club con el que debutó el 13 de septiembre.
Como logro individual, Palumbo se convirtió en el máximo anotador de la División de Honor en la temporada 2007-2008 con 185 puntos (4 ensayos, 18 transformaciones, 37 golpes de castigo y 6 drops)
En el plano internacional, la normativa sobre jugadores seleccionables le permitió, pese a su nacionalidad argentina, debutar con la selección española de rugby el 8 de febrero de 2009 frente a la Selección de Rumanía con derrota 10-19. Se ha convertido, de momento, en un fijo en las convocatorias de Ged Glynn.